# Clarence House

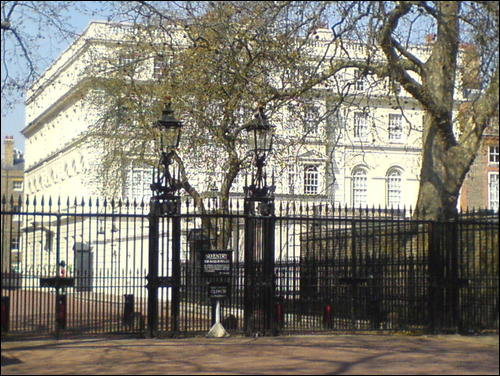
Clarence House, Londra

Clarence House è una casa di proprietà reale di Londra situata sul Mall, adiacente al Palazzo di St. James, con cui condivide il giardino. È aperta al pubblico per circa due mesi ogni estate.

## Storia

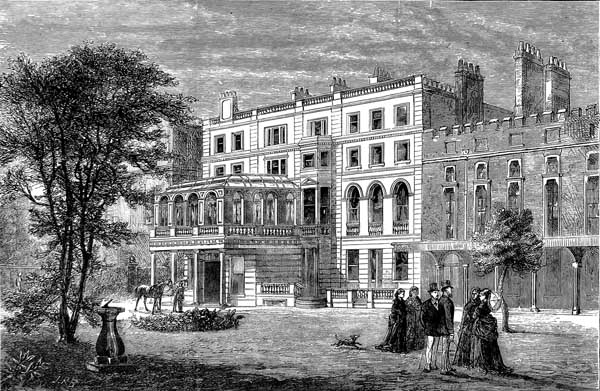
Clarence House condivide il giardino con il Palazzo di St. James.

La casa fu costruita tra 1825 e 1826 su progetto di John Nash. Fu commissionata da Guglielmo IV, noto come Duca di Clarence prima della sua ascesa al trono, che la preferiva come residenza al vicino Palazzo di St. James, ritenuto troppo scomodo. Nel 1830 passò poi a sua sorella, la principessa Augusta Sofia e, dopo la sua morte nel 1840, alla duchessa di Kent, madre della regina Vittoria. Nel 1866 divenne la residenza del quarto figlio di Vittoria, Alfredo di Sassonia-Coburgo-Gotha, Duca di Edimburgo, che nel 1897 la concesse a suo fratello minore Arturo di Sassonia-Coburgo-Gotha, che vi abitò fino alla morte nel 1942, periodo nel quale la casa subì danni a causa dei bombardamenti nemici. Dal 1942 al 1945 fu utilizzata dalla Croce Rossa e dal locale Soccorso dell'Ordine di San Giovanni come sede durante la Seconda Guerra Mondiale prima di essere concessa nel 1947 all'allora principessa Elisabetta e a suo marito il duca di Edimburgo. La principessa Anna nacque a Clarence House nel 1950.
Dopo la morte di Giorgio VI, nel 1953 vi si trasferirono la regina madre e la principessa Margaret, ma quest'ultima si trasferì tre anni dopo in un appartamento di Kensington Palace.
Per quarantanove anni, dal 1953 al 2002, è stata la residenza ufficiale della regina madre; per i successivi vent'anni è stata la residenza dell'allora principe Carlo fino all'ascesa al trono, e della moglie Camilla. Il principe Harry vi ha abitato dal 2002 al 2017, anno del suo fidanzamento con l'ex attrice Meghan Markle. Dal 2002 al 2011 è stata anche la residenza ufficiale del principe William.
Dopo la morte della regina Elisabetta II, re Carlo III continua a usarla come propria residenza privata, utilizzando invece Buckingham Palace come sede d'ufficio per udienze e ricevimenti.

## Struttura
La casa ha quattro piani, esclusi l'attico e il seminterrato, ed è rivestita di stucco chiaro. È stata oggetto di importanti ristrutturazioni e ricostruzioni nel corso degli anni, soprattutto dopo la Seconda guerra mondiale, tanto che oggi rimane relativamente poco della struttura originale di Nash. Il principe di Galles si è trasferito a Clarence House nel 2003, dopo le ristrutturazioni effettuate in seguito alla morte della regina madre, che comprendono nuovi impianti, la nuova decorazione delle stanze principali da parte di Robert Kime e il restauro delle facciate.
Dal 2002 il termine "Clarence House" è stato spesso usato come metonimia per indicare l'ufficio privato del principe di Galles.